# Poa crassicaulis
Poa crassicaulis är en gräsart som beskrevs av Pilg.. Poa crassicaulis ingår i släktet gröen, och familjen gräs. Inga underarter finns listade i Catalogue of Life.